# Woodburnehyus grenaderae
Il woodburneio (Woodburnehyus grenaderae) è un mammifero artiodattilo estinto, appartenente ai taiassuidi. Visse nel Miocene superiore (circa 9 milioni di anni fa) e i suoi resti fossili sono stati ritrovati in Nordamerica.

## Descrizione
Questo animale doveva essere molto simile ai pecari attuali, ma si distingueva dalle forme simili a causa di alcune caratteristiche presenti nel cranio, tra cui una mandibola ampia e molari e premolari larghi e di struttura bulbosa. Inoltre, Woodburnehyus era sprovvisto del contatto tra osso mascellare e bulla suborbitale, solitamente presente in altri taiassuidi miocenici. La bulla suborbitale di questo animale era stretta anteriormente, e possedeva un processo timpanico altrettanto stretto. Woodburnehyus era dotato di ampie "ali" zigomatiche, che lo rendevano piuttosto simile a un altro taiassuide miocenico, Skinnerhyus. La grande fossa del muscolo rostrale si estendeva oltre il limite anteriore dell'ala zigomatica, proprio come in Skinnerhyus.

## Classificazione
Woodburnehyus grenaderae venne descritto per la prima volta nel 2013 da Donald Prothero e Audrianna Pollen, sulla base di fossili ritrovati nella formazione Green Valley nella zona di Blackhawk Ranch in California (USA). Precedentemente alcuni di questi fossili erano stati attribuiti al genere Prosthennops, un altro genere di taiassuide usato in passato come una sorta di "cestino di rifiuti" per numerose forme dai denti a corona bassa e bunodonti. 
Woodburnehyus fa parte del clade comprendente anche Macrogenis e Tayassu, e di cui fa parte anche l'insolito Skinnerhyus.